# Кальтенлойтгебен
Кальтенлойтгебен (нем. Kaltenleutgeben) — торговая община в Австрии, в федеральной земле Нижняя Австрия. Входит в состав округа Мёдлинг.  Население составляет 3337 человек (на 1 января 2020 года). Занимает площадь 17,5 км².

## География
Кальтенлойтгебен находится в Венском Лесу: 73 % от 17,5 км² его территории покрыты лесом. Непосредственно примыкает к юго-западной границе Вены. Застройка, в основном, вытянута с востока на запад вдоль долины ручья Дюрре Лизинг (Dürre Liesing), одного из двух, чуть ниже по течению дающего начало реке Лизинг.
Южная половина территории общины относится к природному парку Фёренберге.

## Достопримечательности
- Католическая приходская церковь Кальтенлойтгебена[нем.], посвящённая Святому Иакову Зеведееву
- Природоохранная зона Тойфельштайн-Фишервизен (Teufelstein-Fischerwiesen) на месте бывшей каменоломни, с небольшим озером, образовавшимся из грунтовых вод (часть Фёренберге)